# Tom Sawyers Abenteuer (Anime)
Tom Sawyers Abenteuer (jap. トム・ソーヤーの冒険, Tomu Sōyā no Bōken) ist eine Anime-Fernsehserie von Nippon Animation aus dem Jahr 1980. Sie basiert auf dem Roman Die Abenteuer des Tom Sawyer von Mark Twain und gehört zur Reihe World Masterpiece Theater.

## Inhalt
Tom Sawyer lebt gegen Ende des 19. Jahrhunderts mit seinem Halbbruder Sid bei seiner Tante Polly am Mississippi River. Sein bester Freund ist Huckleberry Finn, ein Halbwaise, dessen Vater nicht auf ihn aufpasst und der daher den ganzen Tag tun kann, was er will. Gemeinsam erleben sie viele Abenteuer, so fahren sie über den Mississippi, tauchen und spielen Piraten oder spielen anderen Streiche. Oft geraten sie dabei in Gefahr und bereiten ihren Angehörigen Sorgen. Ernstere Themen wie der frühe Tod der Eltern oder Sklaverei kommen zwar vor, bestimmen die Handlung aber nicht so sehr wie in der Romanvorlage.

## Produktion und Veröffentlichung
Die Serie entstand 1980 unter der Regie von Hiroshi Saitō bei Nippon Animation. Verantwortlicher Produzent war Takaji Matsudo, das Charakterdesign entwarf Shūichi Seki und die künstlerische Leitung lag bei Taisaburō Abe. Die Erstausstrahlung fand vom 6. Januar bis zum 28. Dezember 1980 bei Fuji TV statt.
In Deutschland wurde die Serie erstmals vom 30. August bis zum 6. November 2001 bei Junior im Pay-TV gezeigt. Es folgte vom 14. Februar bis zum 25. April 2003 eine Free-TV-Ausstrahlung bei Ki.Ka sowie eine Veröffentlichung auf 10 DVDs durch Anime Virtual im selben Jahr. Bereits 1981 war die Serie im spanischen und italienischen sowie 1982 im französischen Fernsehen gezeigt worden. Es folgten Ausstrahlungen unter anderem in Mexiko, in den Niederlanden und den Philippinen. In den USA erschien der Anime in Form eines Zusammenschnitts als 105 Minuten langer Film Tom and Huck und wurde in einer von Haim Saban bearbeiteten Fassung vom Sender HBO gezeigt.

### Synchronisation
Die deutsche Synchronisation entstand bei Arena Synchron.
| Rolle                   | japanischer Sprecher (Seiyū) | deutscher Sprecher |
| ----------------------- | ---------------------------- | ------------------ |
| Tom Sawyer              | Masako Nozawa                | Fabian Hollwitz    |
| Huckleberry Finn        | Kazuyo Aoki                  | Fritz Vogdt        |
| Sid Sawyer              | Sumiko Shirakawa             | Carsten Otto       |
| Mr. Dobbins             | Ichirō Nagai                 | Eberhard Prüter    |
| Richter Edward Thatcher | Ichirou Murakoshi            | Helmut Gauss       |
| Becky Thatcher          | Keiko Han                    | Jill Böttcher      |
| Tante Polly             | Haru Endō                    | Luise Lunow        |
| Mr. John Rogers         | Masaru Ikeda                 | Roland Hemmo       |
| Joe Harper              | Kazuhiko Inoue               | Wanja Gerick       |

### Musik
Die Musik der Serie wurde von Katsuhisa Hattori komponiert. Der Vorspann des Originals ist mit dem Lied Dare yori mo Tōku e von Maron Kusaka unterlegt, im Abspann ist ihr Lied Boku no Mississippi zu hören. Für die deutsche Fassung wurde ein neues Vorspannlied produziert.

## Rezeption
Laut der deutschen Zeitschrift AnimaniA erzählt die Serie „von den Sehnsüchten der meisten Kinder: Abenteuer, Freiheit, Freundschaft – und immerwährende Schulferien.“ Die Zeichnungen seien einfach, aber schön, Hintergründe minimalistisch und die Bewegungsabläufe nach heutigen Maßstäben ruckartig. Die deutsche Synchronisation sei äußerst gelungen.